# 爆走デコトラ伝説 男花道夢浪漫 オリジナルサウンドトラック
『爆走デコトラ伝説 男花道夢浪漫 オリジナルサウンドトラック』（ばくそうデコトラでんせつ おとこはなみちゆめろまん～）は、PlayStation 2専用ソフトウェア「爆走デコトラ伝説 男花道夢浪漫」の挿入歌を収録したサウンドトラックである。2003年2月21日に日本クラウンより発売された。

## 解説
ゲーム内で使用された演歌等の挿入BGMを全13曲収録。歌唱は北島三郎・山本譲二・小金沢昇司・和田青児・原田悠里・山口ひろみの6名、作曲は志倉千代丸・馬場孝幸他が担当。

## 収録曲
1. 人生航路 - オープニングテーマ
  - 作詞・作曲:志倉千代丸 / 編曲:斉藤かんじ  / 歌:小金沢昇司・和田青児
2. みちのくひとり旅
  - 作詞:市場馨 / 作曲:三島大輔 / 編曲:斉藤恒夫 / 歌:山本譲二
3. そして…春
  - 作詞:きさらぎそら / 作曲・編曲:DERAH / 歌:山口ひろみ
4. 潮騒の詩
  - 作詞・作曲:志倉千代丸 / 編曲:吉原かつみ / 歌:小金沢昇司
5. 春の嵐
  - 作詞:森林檎 / 作曲:馬場孝幸 / 編曲:吉原かつみ / 歌:和田青児
6. 女ド根性
  - 作詞:きさらぎそら / 作曲・編曲:DERAH / 歌:原田悠里
7. 夢の街道 男道
  - 作詞:江幡育子 / 作曲・編曲:村上正芳 / 歌:和田青児・山口ひろみ
8. 耳を澄ませば
  - 作詞・作曲:志倉千代丸 / 編曲:斉藤かんじ  / 歌:原田悠里
9. 親父のララバイ
  - 作詞:森林檎 / 作曲:馬場孝幸 / 編曲:吉原かつみ / 歌:小金沢昇司
10. 父さん
  - 作詞:きさらぎそら / 作曲・編曲:吉原かつみ / 歌:山口ひろみ
11. 希望船
  - 作詞:きさらぎそら / 作曲・編曲:吉原かつみ / 歌:和田青児
12. 紫
  - 作詞・作曲:志倉千代丸 / 編曲:吉原かつみ / 歌:山口ひろみ
13. まつり
  - 作詞:なかにし礼 / 作曲:原譲二 / 編曲:鈴木操 / 歌:北島三郎